# Stachys eplingii
Stachys eplingii là một loài thực vật có hoa trong họ Hoa môi. Loài này được J.B.Nelson miêu tả khoa học đầu tiên năm 1979.